# WAGO
La WAGO Kontakttechnik GmbH & Co. KG è una società tedesca di elettrotecnica e componenti elettronici per l'automazione industriale. La sede è in Nordrhein-Westfalen a Minden. L'azienda è divisa in tre branche Electrical Interconnections, Automation e Interface Electronic.

## Storia

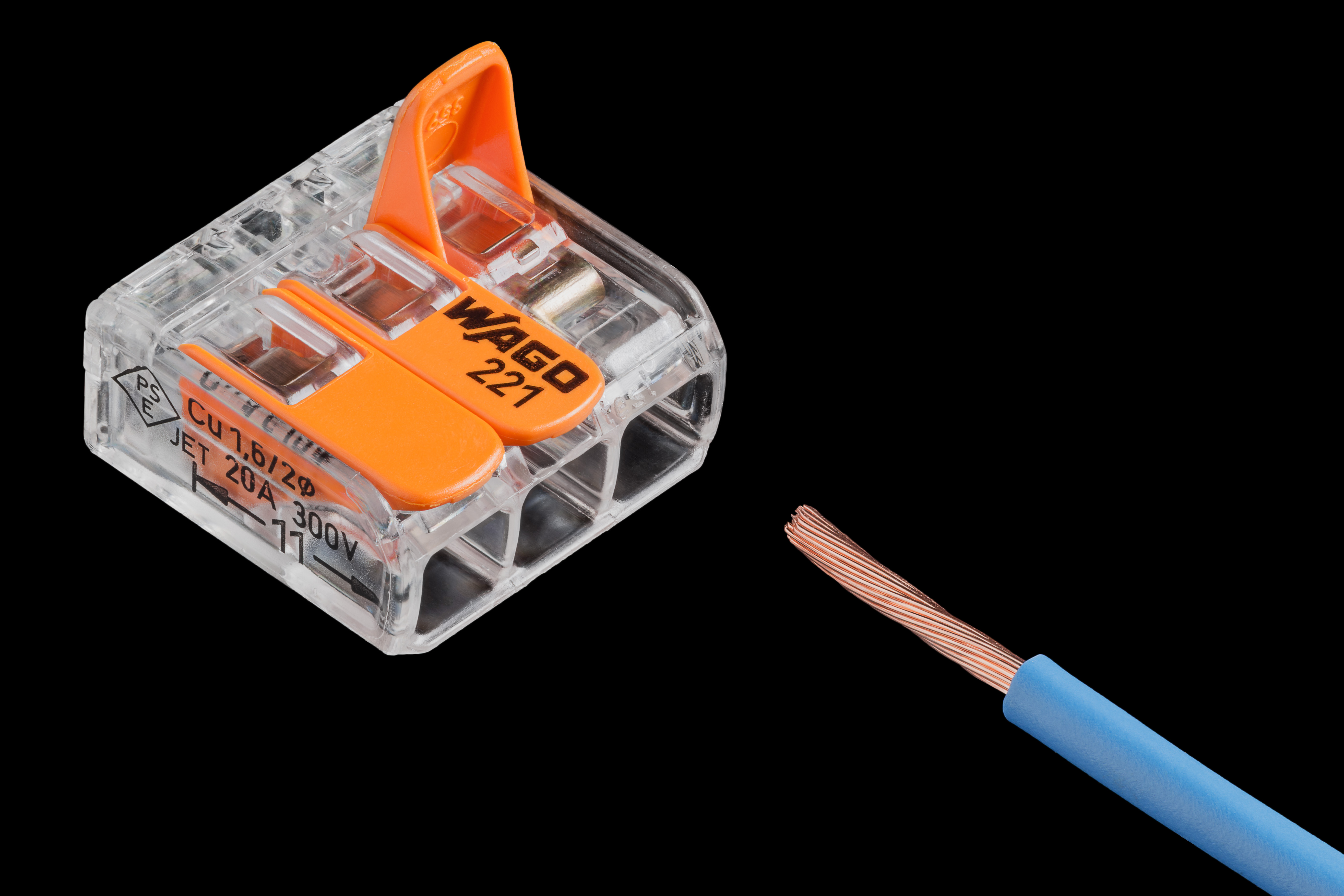
WAGO 221-413 con cavo in fase di inserimento

WAGO viene fondata il 27 aprile 1951 da Friedrich Hohorst e Heinrich Nagel come WAGO Klemmenwerk GmbH. L'azienda brevettò un sistema di accoppiamento per cavi elettrici a molla, un tipo di morsetto.
Il morsetto a molla è divenuto nel tempo uno standard industriale, accanto ai sistemi tradizionali a vite.
L'azienda è certificata ISO 14001 e ISO 9001 così come IRIS del International Railway Industry Standard.

### Fondazione WAGO
La fondazione WAGO da un contributo all'istruzione nelle scuole di Minden e Sondershausen, con premi ai meritevoli.
Il presidente Wolfgang Hohorst l'8 novembre 2006 ha ricevuto la Bundesverdienstkreuz dal ministro Dieter Althaus.